# Rugles
Rugles és un municipi francès situat al departament de l'Eure i a la regió de Normandia. L'any 2007 tenia 2.410 habitants.

## Demografia

### Població
El 2007 la població de fet de Rugles era de 2.410 persones. Hi havia 1.068 famílies de les quals 420 eren unipersonals (148 homes vivint sols i 272 dones vivint soles), 340 parelles sense fills, 256 parelles amb fills i 52 famílies monoparentals amb fills.
La població ha evolucionat segons el següent gràfic:
Habitants censats

### Habitatges
El 2007 hi havia 1.298 habitatges, 1.078 eren l'habitatge principal de la família, 72 eren segones residències i 148 estaven desocupats. 921 eren cases i 367 eren apartaments. Dels 1.078 habitatges principals, 552 estaven ocupats pels seus propietaris, 506 estaven llogats i ocupats pels llogaters i 20 estaven cedits a títol gratuït; 14 tenien una cambra, 118 en tenien dues, 284 en tenien tres, 304 en tenien quatre i 358 en tenien cinc o més. 581 habitatges disposaven pel capbaix d'una plaça de pàrquing. A 514 habitatges hi havia un automòbil i a 333 n'hi havia dos o més.

### Piràmide de població
La piràmide de població per edats i sexe el 2009 era:
| Homes | Edats   | Dones |
| ----- | ------- | ----- |
| 0     | 95 o +  | 12    |
| 8     | 90 a 94 | 24    |
| 24    | 85 a 89 | 56    |
| 40    | 80 a 84 | 40    |
| 56    | 75 a 79 | 80    |
| 36    | 70 a 74 | 84    |
| 64    | 65 a 69 | 88    |
| 64    | 60 a 64 | 56    |
| 32    | 55 a 59 | 72    |
| 68    | 50 a 54 | 64    |
| 96    | 45 a 49 | 104   |
| 80    | 40 a 44 | 92    |
| 92    | 35 a 39 | 80    |
| 80    | 30 a 34 | 80    |
| 92    | 25 a 29 | 88    |
| 60    | 20 a 24 | 72    |
| 68    | 15 a 19 | 88    |
| 72    | 10 a 14 | 84    |
| 56    | 5 a 9   | 80    |
| 64    | 0 a 4   | 32    |

## Economia
El 2007 la població en edat de treballar era de 1.443 persones, 1.064 eren actives i 379 eren inactives. De les 1.064 persones actives 939 estaven ocupades (492 homes i 447 dones) i 125 estaven aturades (60 homes i 65 dones). De les 379 persones inactives 145 estaven jubilades, 100 estaven estudiant i 134 estaven classificades com a «altres inactius».

### Ingressos
El 2009 a Rugles hi havia 1.049 unitats fiscals que integraven 2.209 persones, la mediana anual d'ingressos fiscals per persona era de 17.007 €.

### Activitats econòmiques
Dels 104 establiments que hi havia el 2007, 1 era d'una empresa extractiva, 4 d'empreses alimentàries, 1 d'una empresa de fabricació de material elèctric, 8 d'empreses de fabricació d'altres productes industrials, 14 d'empreses de construcció, 23 d'empreses de comerç i reparació d'automòbils, 2 d'empreses de transport, 10 d'empreses d'hostatgeria i restauració, 1 d'una empresa d'informació i comunicació, 7 d'empreses financeres, 1 d'una empresa immobiliària, 11 d'empreses de serveis, 14 d'entitats de l'administració pública i 7 d'empreses classificades com a «altres activitats de serveis».
Dels 36 establiments de servei als particulars que hi havia el 2009, 1 era una oficina d'administració d'Hisenda pública, 1 gendarmeria, 1 oficina de correu, 3 oficines bancàries, 4 tallers de reparació d'automòbils i de material agrícola, 2 autoescoles, 1 paleta, 4 guixaires pintors, 3 fusteries, 4 lampisteries, 2 electricistes, 3 perruqueries, 4 restaurants, 1 agència immobiliària, 1 tintoreria i 1 saló de bellesa.
Dels 13 establiments comercials que hi havia el 2009, 1 era un hipermercat, 1 una botiga de més de 120 m², 3 fleques, 3 carnisseries, 2 llibreries, 1 una botiga de roba i 2 floristeries.
L'any 2000 a Rugles hi havia 16 explotacions agrícoles que ocupaven un total de 600 hectàrees.

## Equipaments sanitaris i escolars
El 2009 hi havia 2 farmàcies i 1 ambulància.
El 2009 hi havia 1 escola maternal i 2 escoles elementals. Rugles disposava d'un col·legi d'educació secundària amb 289 alumnes.

## Poblacions més properes
El següent diagrama mostra les poblacions més properes.